# Paulo Lowndes Marques
Paulo Henrique Lowndes Marques CvGDM • GOIH (1941 - 1 de Janeiro de 2011) foi um advogado e político português, conhecido por ser um dos fundadores do CDS - Partido Popular.

## Biografia
Filho de Luís de Oliveira Marques (1898 - 1976) e de sua mulher a Escritora Susan Lowndes (Londres, 1907 - 1993), de ascendência Escocesa.
Licenciado em Direito pela Faculdade de Direito da Universidade de Lisboa e Advogado.
Casou em 1968 com Maria Isabel Simões Neves de Andrade e Silva (c. 1945), também Licenciada em Direito e Advogada, da qual teve um filho e uma filha.
Foi Secretário de Estado dos Negócios Estrangeiros no Governo do ex-primeiro-ministro Pinto Balsemão, Presidente da Câmara de Comércio Luso-Britânica, Conselheiro Legal Honorário do Embaixador da Grã-Bretanha e Irlanda do Norte, Presidente da Sociedade Histórica Britânica de Portugal e Presidente da Associação World Monuments Fund Portugal.
Foi feito Oficial da Ordem do Império Britânico e era Cavaleiro de Graça e Devoção da Ordem Soberana e Militar de Malta. A 30 de Janeiro de 2006 foi feito Grande-Oficial da Ordem do Infante D. Henrique.
Faleceu vítima de doença prolongada.